# Girafa meridional
La girafa meridional (Giraffa giraffa) és una espècie d'artiodàctil de la família dels giràfids. Viu a Botswana, Moçambic, Namíbia, Sud-àfrica, Zàmbia i Zimbàbue. Juntament amb la girafa massai (G. tippelskirchi) i la girafa reticulada (G. reticulata), és una de les tres antigues subespècies de girafa (G. camelopardalis) que el 2016 foren elevades a la categoria d'espècie. N'hi ha aproximadament 44.500 exemplars.